# Barbara Scolaro
Barbara Scolaro (* 12. Januar 1966 in Bronx, New York City, New York) ist eine US-amerikanische Schauspielerin und Synchronsprecherin.

## Leben
Scolaro wurde am 12. Januar 1966 im New Yorker Stadtbezirk Bronx geboren. Ihr Vater ist irischer Abstammung, ihre Mutter kommt ursprünglich aus Sizilien. Sie hat drei Schwestern. Seit den 1990er Jahren bekleidet sie verschiedene ehrenamtliche Tätigkeiten. Sie gab 2000 ihr Fernsehfilmschauspieldebüt im Science-Fiction-Film Alien Attack – The Final Invasion als Krankenschwester und war im selben Jahr im Kurzfilm Boundaries zu sehen. 2001 stellte sie in Pearl Harbor die Rolle der Josephine Doolittle dar. Es folgten Besetzungen in einer Reihe von Kurzfilmen und Episodenrollen in der Fernsehserie Malcolm mittendrin, Boston Legal und Nip/Tuck – Schönheit hat ihren Preis. 2009 spielte sie eine Nebenrolle im Film Road of No Return. 2014 stellte sie in 184 Episoden der Fernsehserie Somos familia die Rolle der Mabel Gonzales dar. 2015 verkörperte sie die Rolle der Lilith im Film Hänsel vs. Gretel. Von 2015 bis 2016 übernahm sie größere Rollen in den Fernsehserien Celia und Amor secreto. Als Synchronsprecherin war sie unter anderem in den Fernsehserien Solo una madre und in La Colombiana zu hören. 2018 verkörperte sie die Rolle der Gigi Pollard im Film Gloria – Das Leben wartet nicht.

## Filmografie (Auswahl)

### Schauspiel
- 2000: Alien Attack – The Final Invasion (Alien Fury: Countdown to Invasion, Fernsehfilm)
- 2000: Boundaries (Kurzfilm)
- 2001: Pearl Harbor
- 2001: Falsehood (Kurzfilm)
- 2002: Ubuntu's Wounds (Kurzfilm)
- 2004: Malcolm mittendrin (Malcolm in the Middle, Fernsehserie, Episode 5x13)
- 2005: Tower of Blood
- 2005: Boston Legal (Fernsehserie, Episode 2x07)
- 2007: The Indian
- 2009: Road of No Return
- 2010: Nip/Tuck – Schönheit hat ihren Preis (Nip/Tuck, Fernsehserie, Episode 6x11)
- 2010: The Killer Nearby Murder in Suburbia (Fernsehserie)
- 2010: Fatales Vertrauen – Dem Mörder so nah (Unusual Suspects, Fernsehserie, Episode 1x01)
- 2012: The End of Our Lives
- 2012: Matter of Family (Kurzfilm)
- 2012: Lost Angeles
- 2012: The Garage (Fernsehserie, 2 Episoden)
- 2012: Party Like the Rich and Famous (Fernsehfilm)
- 2013: Taxxi, Amores Cruzados (Fernsehserie, 3 Episoden)
- 2014: Southern Comfort
- 2014: 10 Cent Pistol
- 2014: Somos familia (Fernsehserie, 184 Episoden)
- 2015: Hänsel vs. Gretel (Hansel vs. Gretel)
- 2015: Mercy for Angels
- 2015–2016: Celia (Fernsehserie, 46 Episoden)
- 2015–2016: Amor secreto (Fernsehserie, 149 Episoden)
- 2016: Too Deep in the Forest (Kurzfilm)
- 2016: Piel Salvaje (Fernsehserie, 57 Episoden)
- 2016: Another forever – Die Stille um Alice (Another Forever)
- 2016: Let’s dub: Voxx Studios Commercial (Kurzfilm)
- 2016: Corazón Traicionado (Fernsehserie, 120 Episoden)
- 2017: The Hero
- 2017: Blueprint (Kurzfilm)
- 2017: Death Waits for No Man
- 2018: Gloria – Das Leben wartet nicht (Gloria Bell)
- 2021: Cold
- 2022: The Wright Turn (Fernsehserie, 3 Episoden)

### Synchronisationen
- 2013: Invasion Day (Dragon Day)
- 2015: Narco (Kurzfilm)
- 2015: Amor secreto (Fernsehserie, Episode 1x85)
- 2015–2016: Celia (Fernsehserie, 34 Episoden)
- 2016: Valiente amor (Fernsehserie, Episode 1x01)
- 2017: Solo una madre (Fernsehserie, 90 Episoden)
- 2017: Mujercitas (Fernsehserie, Episode 1x01)
- 2017: Rosa de Santa Maria
- 2017: La Colombiana (Fernsehserie, 143 Episoden)